# Accoona
Accoona es una compañía de Nueva Jersey que ofrece servicios de Internet. Su principal producto es el buscador de Internet que dice utilizar inteligencia artificial para mejorar los resultados de sus búsquedas. 
El 23 de junio de 2005, en los estudios de ABC Times Square, la AI Accoona Toolbar (en español, la barra de IA Acconna) construido por un prototipo de Fritz 9, empató contra el 33.er Campeón Mundial de Ajedrez, Rustam Kasimdzhanov.
Además de las búsquedas tradicionales, Accoona permite la búsqueda de perfiles financieros y su firma mediante la característica "SuperTarget". Esta empresa posee una alianza con el China Daily, un portal de Internet muy importante en China, lo cual se ha calificado como una gran estrategia de mercado.

## Características
Buscador de perfiles financieros
Accoona posee cerca de una base de datos con la información de muchas empresas alrededor del mundo. Se estima que hay cerca de 5 millones de compañías solamente en China.
SuperTarget
La característica de "Accoonna SuperTarget" permite al usuario seleccionar una palabra clave y ordenar los resultados con la palabra clave que se haya indicado, dando prioridad por sobre el resto.